# Henry Bramsen

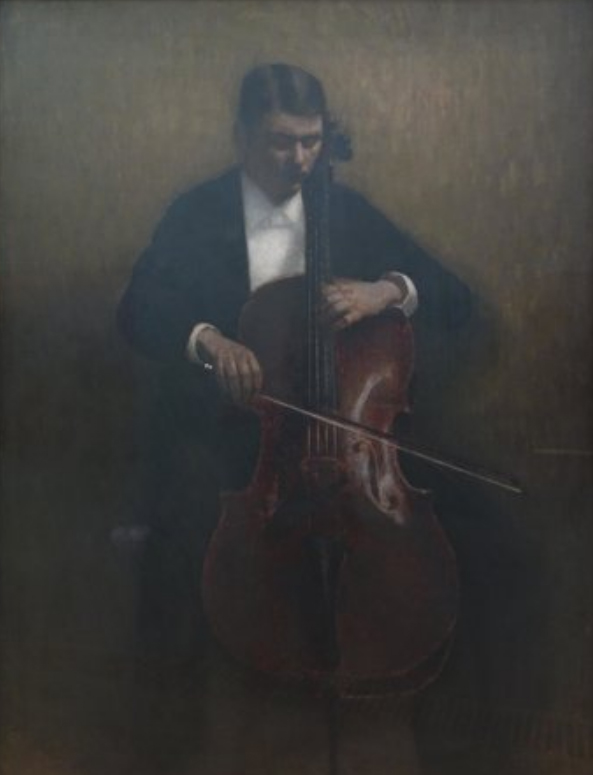
Vilhelm Hammershøi. Violoncel-spilleren. Porträtt av Henry Bramsen (1893)

Henry Bramsen, född 3 oktober 1875 i Köpenhamn, död där 28 januari 1918, var en dansk cellist. Han var son till Alfred Bramsen.
Bramsen, som var lärjunge till Julius Klengel i Leipzig, gav 1894 sin första konsert, och höll senare framgångsrika både i Danmark och i utlandet, bland annat i Kristiania, Stockholm, Berlin, Wien, London och Sankt Petersburg samt i USA. År 1897 utnämndes han till kunglig kammarmusiker. År 1903 ingick han äktenskap med den norska sångerskan Marta Sandal.